# Rikki Rockett
Richard Allan Ream, známý jako Rikki Rockett (* 8. srpna 1961, Mechanicsburg, Pensylvánie) je americký rockový bubeník, nejznámější jako zakladatel a dlouholetý bubeník rockové skupiny Poison.

## Biografie
Rockett před založením skupiny Poison pracoval jako kadeřník, plavčík, umývač nádobí a prodavač obleků. V roce 1983 založil se zpěvákem Bretem Michaelsem a baskytaristou Bobbym Dallem kapelu s názvem Poison. Skupina se v Pensylvánii moc neprosadila a o rok později, v roce 1984, se přesunula do Kalifornie.
Koncem roku 1993 vypukl ve skupině spor, když Rikki Rockett zjistil, že tehdejší kytarista Poison Richie Kotzen měl poměr s jeho snoubenkou. Richie Kotzen byl po tomto incidentu ze skupiny vyhozen.
Rikki Rockett zkoušel podnikat a uzavřel partnerství s Brianem Cociverem, přičemž založili společnost vyrábějící bicí The Chop Shop Custom Drum Company. Rockett nakonec ze společnosti odešel a založil vlastní společnost vyrábějící bicí Rockett Drum Works Inc.

## Osobní život
V říjnu 2008 se oženil se svou dlouholetou přítelkyní Melanií Martel. Má s ní dvě děti: syna Jude Aaron Rocketta (2009) a dceru Lucy Sky Rockettovou (2013). V červenci 2015 se Rikki a Melanie rozešli a nakonec v červnu 2017 se rozvedli.

## Vybavení
Rockett používá činely Sabian, blány Aquarian, paličky Ahead a bicí značky Yamaha. Dříve používal bicí značky Pearl Drums, Rockett Drum Works Inc. a DW Drums. Dříve používal činely od značek Zildjian a Bosphorus.